# Partido judicial de Novelda
El partido judicial de Novelda es uno de los trece partidos judiciales de la provincia de Alicante, Comunidad Valenciana; en concreto se trata del partido judicial n.º 11 de la provincia de Alicante.
El ámbito territorial, que viene regulado por el Real Decreto 529/1983, de 9 de marzo, comprende los municipios de:
- Agost
- Algueña
- Aspe
- Hondón de las Nieves
- Hondón de los Frailes
- Monforte del Cid
- Monóvar
- Novelda
- Pinoso
- Romana (La)